# Gaasbeek
Gaesbeek,, in olandese Gaasbeek è una sezione del comune belga di Lennik nel Brabante Fiammingo. È nota per il castello di Gaasbeek, che ora è un museo nazionale.
Nel 2007 è stata scelta come uno dei 15 borghi più belli delle Fiandre.